# 岩佐義朗
岩佐 義朗（いわさ よしあき、1928年（昭和3年）9月2日 - 2013年（平成25年）3月20日）は、昭和から平成時代の土木工学者。京都大学名誉教授。専門は水工学、河川工学。

## 経歴・人物
1951年（昭和26年）京都大学土木工学科卒業。
建設省に入省し、河川局治水課、土木研究所を経て、1953年（昭和28年）京都大学助手に転じる。ついで、1954年（昭和29年）同大講師、1955年（昭和30年）助教授を経て、1964年（昭和39年）教授に進んだ。1992年（平成4年）退官し、地球工学研究会会長となった。
ほか、1965年（昭和40年）マサチューセッツ工科大学客員教授、1979年（昭和54年）水理委員会委員長、国際水資源学会副会長、国際水理学会副会長（同名誉会員）、日本学術会議第13・14期会員、土木学会関西支部長、同学会長などを歴任した。
2013年（平成25年）3月20日、肺がんにより死去。84歳。

## 受賞
- 1958年（昭和33年） - 土木学会奨励賞[1]
- 1968年（昭和43年） - 土木学会論文賞[1]
- 1996年（平成8年） - 土木学会功績賞[1]

## 栄典
勲章等
- 瑞宝中綬章[1]（2009年(平成21年)4月）[3]